# Дом В. Митрофанова — И. Мокеева
Дом В. Митрофанова — И. Мокеева (Дом Мещанского собрания) — памятник градостроительства и архитектуры в историческом центре Нижнего Новгорода. Построен в несколько этапов в 1849—1881 годах. Авторы проектов — нижегородский губернский архитектор Л. В. Фостиков и архитектор городской управы Н. Д. Григорьев.
С 1900 года в здании размещалась канцелярия нижегородского Мещанского общества.

## История
На месте современного здания уже в XVIII веке стоял каменный дом, однако после пожара 1844 года титулярная советница А. М. Херсонская решила отстроить новый, более просторный. Архитектор Л. В. Фостиков разработал проект каменного дома с подвалами, который был утверждён 10 апреля 1849 года. В 1860-х годах дом приобрёл купец С. П. Иванов, который по проекту и под наблюдением архитектора Р. Я. Килевейна надстроил его третьим этажом. Автор проекта сохранил сводчатый проезд во двор в центре главного фасада, но изменил декоративно-художественное оформление: ввёл руст первого этажа, изменил разбиву окон, усложнил рисунок оконных наличников.
В 1880 году здание выкупил купец И. М. Мокеев, решивший его перестроить в следующем году. Проект, выполненный архитектором Н. Д. Григорьевым, предусматривал пристройку в глубине двора трёхэтажных крыльев служб, изменение декора фасада по улице Большой Покровской. Сводчатый проезд во двор был закрыт двустворчатой резной дверью, по её сторонам в первом этаже пробиты входы в торговые лавки, окна второго и третьего этажей получили барочные наличники, а в фигурный аттик кровли вмонтированы инициалы владельца.
В 1900 году здание купило нижегородское Мещанское общество, разместившее здесь зал заседаний и канцелярии. Свободные помещения сдавались в наём под мастерские и лавки.